# ستيبان ماكاروف
ستيبان أوسيبوفيتش ماكاروف (بالروسية: Степа́н О́сипович Мака́ров)‏ (بالأوكرانية: Макаров Степан Осипович)‏ (مواليد 27 ديسمبر 1848 – وفيات 31 مارس 1904 بالتقويم القديم) نائب أميرال روسي، وقائد في البحرية الإمبراطورية الروسية، وعالم في المحيطات، وعضو في الأكاديمية الروسية للعلوم، ومؤلف لكُتب عدة. كان رائدًا في نظرية الاستعصاء (مفهوم الغمر المضاد لتحقيق الاستقرار في السفينة المتضررة)، ومطورًا لأبجدية السيمافور القائمة على السيريلية. مؤيدًا لاستخدام كاسحة الجليد، أشرف على أول بناء لكسر الجليد القطبي (1898). صَمَّم ماكاروف أيضًا عدة سفن.
خدم ماكاروف في الحرب الروسية التركية (1877-1878) كقبطان، وأمر بأول هجوم ناجح على الإطلاق بطوربيد ذاتي الدفع. خدم مرة أخرى في الحرب الروسية اليابانية كنائب أميرال وتم تكليفه بالدفاع عن بورت آرثر، حيث تم الترحيب به كقائد كفء وعدواني. في 13 أبريل 1904، قاد ماكاروف أسطوله لمساعدة المُدمرة التي تعرضت لكمين من قبل اليابانيين. قُتل ماكاروف في المعركة اللاحقة عندما اصطدمت سفينته الرئيسية بتروبافلوفسك بلغم بحري وانفجرت مجلة (مدفعية) السفينة. عثر الغواصون اليابانيون على جثة ماكاروف بعد الحرب ودفنوه في البحر، وكدليل على حسن النية قاد الضباط اليابانيون جنازة ماكاروف في بورت آرثر. في عام 1946، بعد الغزو السوفيتي لجنوب سخالين، تم إخلاء قرية شيريتورو بالقوة من سكانها اليابانيين وتغيير اسمها إلى ماكاروف تكريما له.

## النشأة

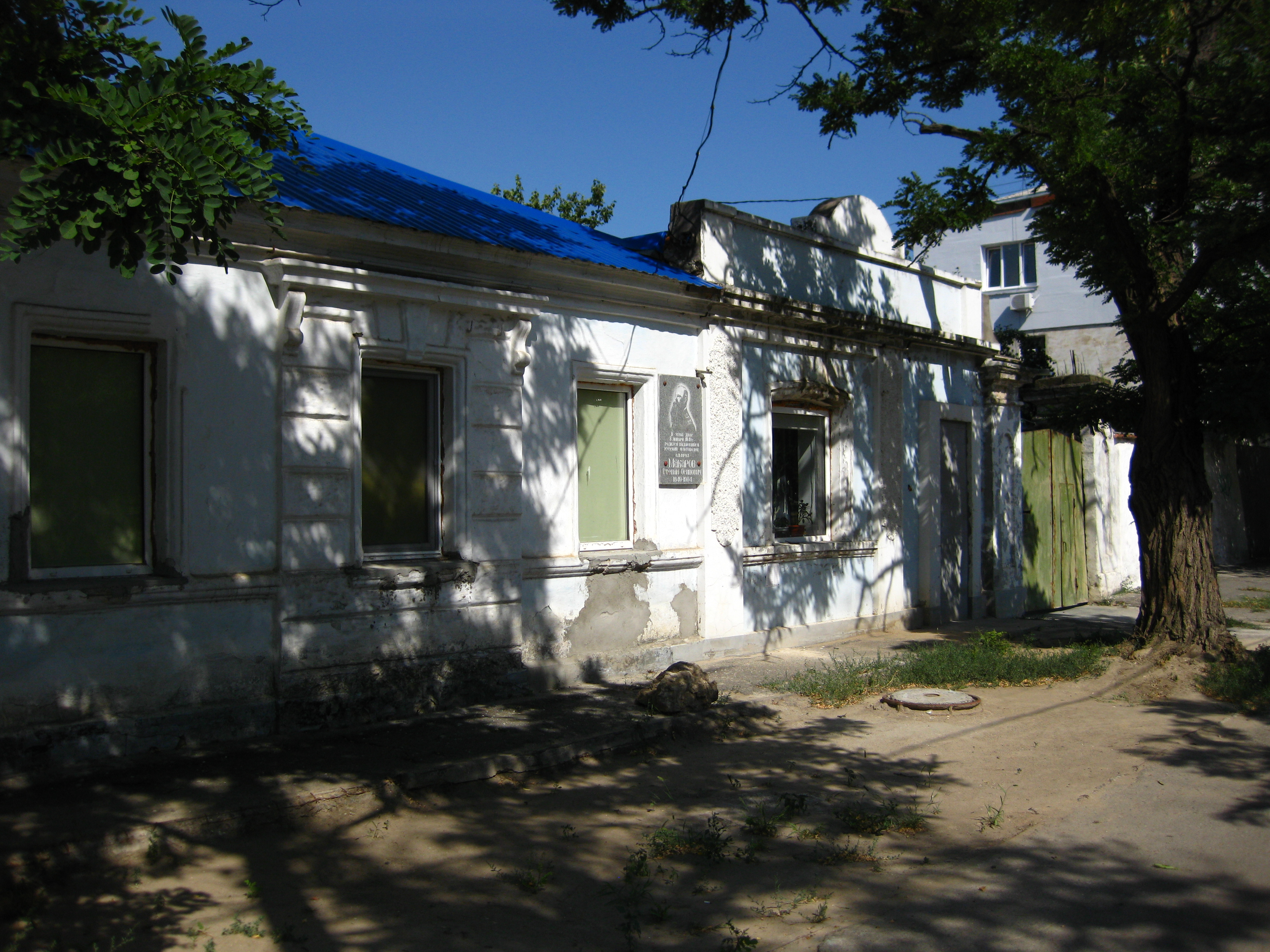
مسقط رأس ماكاروف في ميكولايف

ولد ستيبان ماكاروف في نيكولاييف (ميكولايف حاليًا، أوكرانيا), إلى عائلة مساعد قائد أسطول سابق. انتقلت عائلته إلى نيكولايفسك نا أمور على ساحل المحيط الهادئ لروسيا في عام 1858، وحضر ماكاروف المدرسة هناك. في عام 1863 انضم إلى البحرية الإمبراطورية الروسية، حيث خدم كطالب على متن مقص (نوع من السفن) في أسطول المحيط الهادئ الروسي. في عام 1866 شارك في رحلة السفينة الحربية أسكولد [Аскольд (корвет)] من فلاديفوستوك إلى كرونشتاد عبر رأس الرجاء الصالح. بين عامي 1867 و 1876 خدم ماكاروف مع أسطول البلطيق كقائد للعلم تحت قيادة الأدميرال أندريه بوبوف. انتقل إلى أسطول البحر الأسود عام 1876.
في عام 1870، اخترع ماكاروف تصميمًا لسد الثقوب الناتجة عن الاصطدام في بدن السفينة. عُرض الاختراع في معرض فيينا العالمي عام 1873، والذي حضره ماكاروف.

## الحرب الروسية التركية
حصل ماكاروف على أوسمة عالية لخدمته كقائد لقارب طوربيد روسي ضخم يُسمى (قنسطانطين) في الحرب الروسية التركية 1877-1878. كان من أوائل الذين تبنوا فكرة استخدام أساطيل قوارب الطوربيد وكان لديه خبرة قتالية كقائد لقارب طوربيد. في 14 يناير 1878 أطلق طوربيدات من قارب (تم إطلاقهم من قارب الطوربيد الضخم الذي يقوده) أغرق سفينة البحرية العثمانية إنتباخ في باطوم في أول هجوم ناجح في العالم باستخدام طوربيد وايتهيد ذاتية الدفع.
من عام 1879 إلى عام 1880، كان ماكاروف جزءًا من الوحدة البحرية أثناء الغزو الروسي لآسيا الوسطى. تمت ترقيته إلى رتبة نقيب، من المرتبة الأولى، في 1 يناير 1881.

## مبتكر بحري

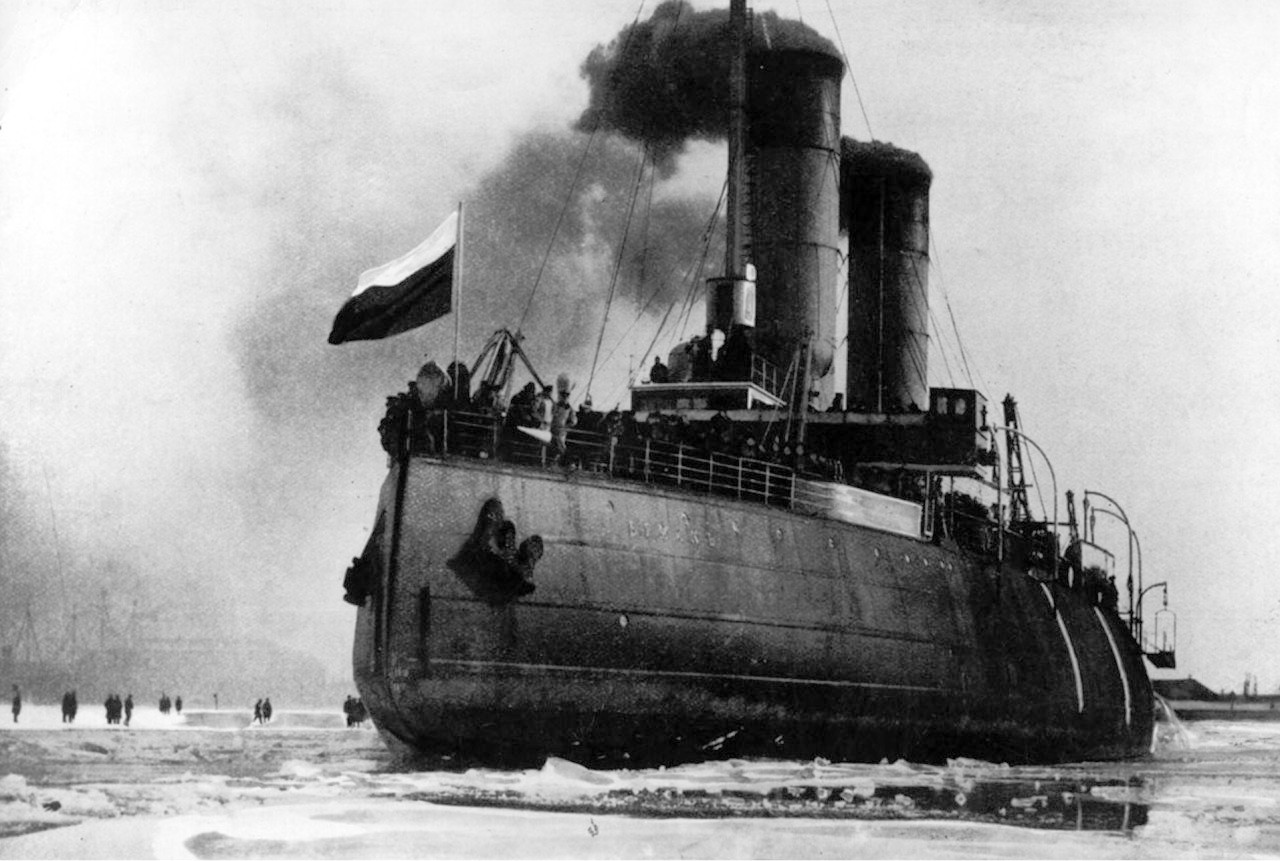
كاسحة الجليد ييرماك

على مدار العقدين التاليين، تخصص ماكاروف في الأبحاث البحرية ونشر أكثر من خمسين بحثًا عن علم المحيطات والتكتيكات البحرية. كقائد للفرقاطة فيتياز، أدار ماكاروف رحلة استكشافية حول العالم لعلوم المحيطات من عام 1886 إلى عام 1889. تمت ترقية ماكاروف إلى رتبة أميرال خلفي في عام 1890، وهو أصغر شخص في تاريخ البحرية الروسية يتولى هذا المنصب. من عام 1890 إلى عام 1894، شغل ماكاروف منصب كبير مفتشي الأمر البحري، وخلال هذه الفترة اخترع "غطاء ماكاروف"، وهو قذيفة خارقة للدروع تم نسخ تصميمها قريبًا من قبل جميع القوات البحرية في العالم. من 1894 إلى 1895، كان ماكاروف قائد سرب البحر الأبيض المتوسط. من 1895 إلى 1896، كان ماكاروف مسؤولًا عن التدريب البحري. أصبح نائب أميرال في عام 1896، وبدأ في التركيز على تصميم لسفن حربية جديدة، وخاصة كاسحات الجليد اللازمة لإنشاء طريق بحري شمالي بين أوروبا وشرق آسيا. قاد ماكاروف رحلة استكشافية لمسح مصبات نهري أوب وينيسي في عام 1897. كجزء من بحثه حول طرق تكسير الجليد، زار ماكاروف البحيرات العظمى بأمريكا الشمالية في عام 1898 لدراسة الأساليب المستخدمة بواسطة عبّارات السكك الحديدية في فصل الشتاء. اقترح أول كاسحة جليد قطبية في العالم ييرماك، وأشرف على بنائها، وقادها في رحلتها الأولى في عام 1899. في عام 1899، تم تعيين ماكاروف أيضًا قائدًا وحاكمًا عسكريًا لكرونشتاد في يناير 1900. في عام 1901، قاد ماكاروف يرماك في رحلة استكشافية في القطب الشمالي لمسح سواحل نوفايا زمليا وفرانز جوزيف لاند.

## كاسحات الجليد في بحيرة بايكال

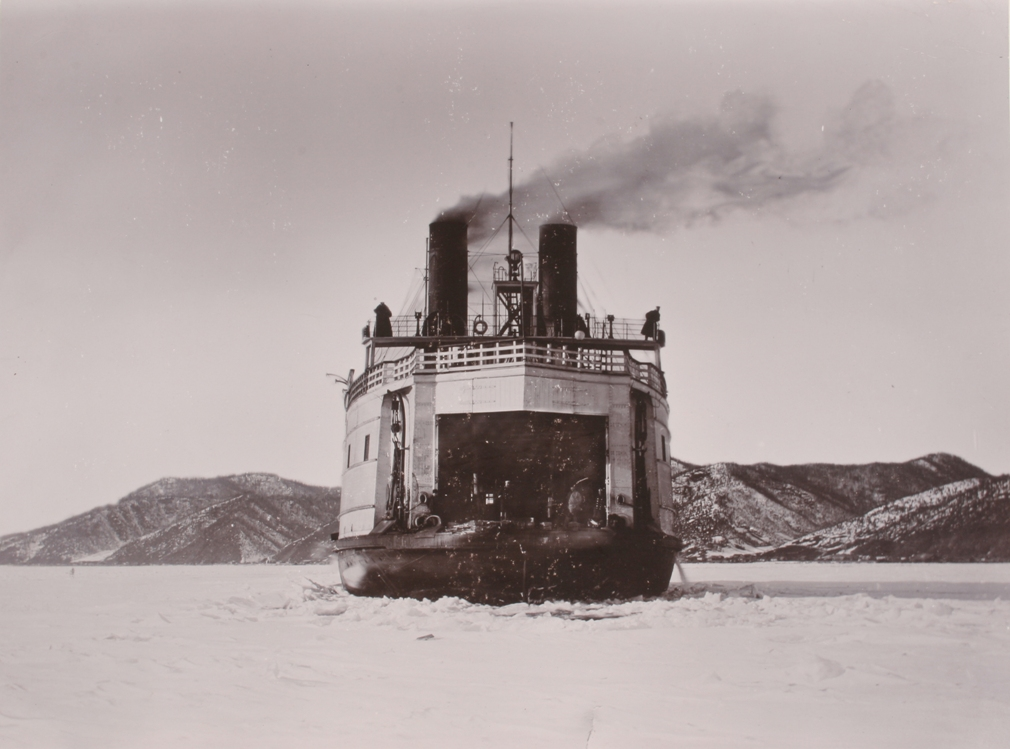
في الخدمة على بحيرة بايكال

صمم ماكاروف أيضًا سفينتين بخاريتين لكسر الجليد لربط السكك الحديدية العابرة لسيبيريا عبر بحيرة بايكال وهما عبّارة القطار بايكال التي بنيت في عام 1897 وباخرة لنقل الركاب والطرود أنجارا بنيت في حوالي عام 1900، بناءً على دراستهِ لسفنٍ مماثلة في البحيرات العظمى بأمريكا الشمالية.
قامت شركة أرمسترونج ويتوورث في نيوكاسل أبون تاين بإنجلترا ببناء السفن في شكل مجموعة وإرسالها إلى ليستفيانكا على بحيرة بايكال لإعادة التجميع. تم بناء غلاياتهم ومحركاتهم وبعض المكونات الأخرى في سانت بطرسبرغ. كان في بايكال 15 غلاية، وأربعة أقماع، بطول 64 متر (210 قدم) طويلة ويمكن أن تحمل 24 عربة سكة حديد وقاطرة واحدة على سطحها الأوسط. أنجارا أصغر حجما ولها قمعان.
احترقت سفينة بايكال ودُمرت في الحرب الأهلية الروسية. أنجارا نجت، وقد تم ترميمها وترسي بشكل دائم في إيركوتسك حيث تعمل كمكاتب ومتحف.

## الحرب الروسية اليابانية
بعد الهجوم المفاجئ للبحرية الإمبراطورية اليابانية على بورت آرثر في 9 فبراير 1904، تم إرسال الأدميرال ماكاروف لقيادة الأسطول القتالي للبحرية الإمبراطورية الروسية المتمركز هناك في 24 فبراير، لتأسيس البارجة بيتروبافلوفسك كرائدته. اختلفت قيادته بشكل كبير عن أي ضابط بحري روسي آخر خلال هذه الحرب، حيث قدمت التنوع والعدوان والقدرة على "بث الثقة في مرؤوسيه".
عند توليه القيادة في أوائل عام 1904، زاد ماكاروف بشكل كبير من نشاط الأسراب الروسية، فضلاً عن الدفاع العام لبورت آرثر. حتى ذلك الحين، لم يكن الأسطول الروسي عمومًا يفعل شيئًا ولكنه موجود، "كأسطول في الوجود". تحت قيادة ماكاروف، "كانت الأسراب الروسية تبحر كل يوم تقريبًا، وهي تتحرك باستمرار، وتضمن أنها لن تُفاجأ أبدًا خارج حماية شاطئ بورت آرثر".
على عكس من سبقه، سعى ماكاروف إلى الاشتباك مع اليابانيين، واحتفظ بسفنه في ترتيب معركة في طريق بورت آرثر. عندما قصفت الطرادات اليابانية بورت آرثر من البحر الأصفر في مارس، ردت طراداته بإطلاق النار بكثافة أجبرت السفن اليابانية على الانسحاب. في نفس الشهر، حاولت البحرية اليابانية إغلاق مدخل الميناء بإغراق عدد من البواخر القديمة كسفن للسد في قناة المرفأ. طاردت الطرادات الروسية المخصصة لحماية المدخل السفن الحربية اليابانية المرافقة وسرعان ما طردتها.

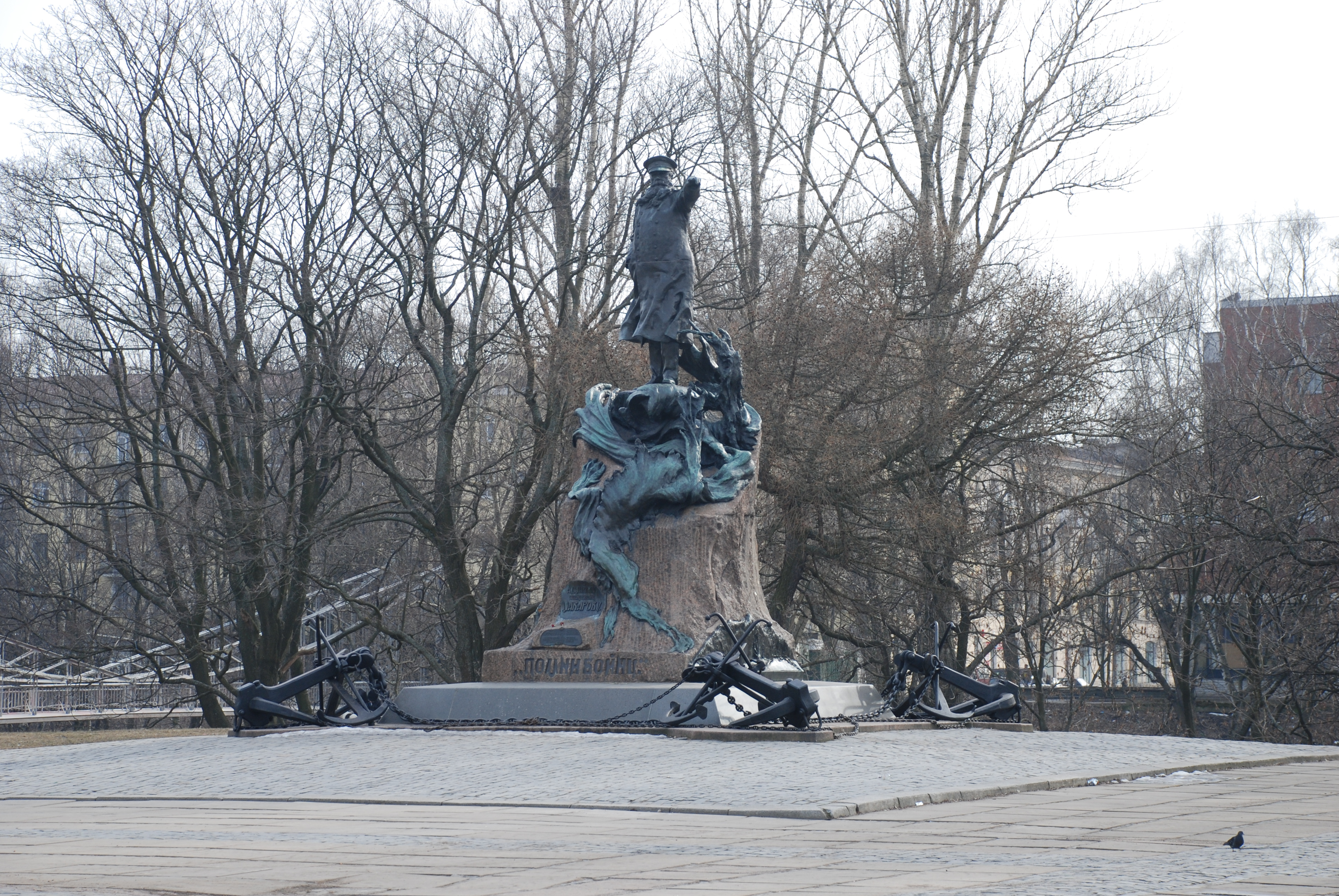
نصب ستيبان ماكاروف في كرونشتاد (2008)

في 13 أبريل 1904، حاولت المدمرة الروسية ستراسني العائدة من الدورية الدخول مرة أخرى إلى مصب بورت آرثر لكن المدمرات اليابانية اعترضتها. بدأ الاشتباك بين المدمرات المتعارضة، وعندما ماكاروف لاحظ ذلك أرسل الطراد بايان على الفور لمساعدة ستراسني، بينما قاد ثلاث بوارج وأربع طرادات ومجموعة من المدمرات في البحر الأصفر للسعي لمعركة مع السفن الحربية المعادية المحيطة بقيادة بواسطة الأدميرال الياباني توغو هيهاتشيرو. أثناء اندفاعه خارج الميناء، فشل ماكاروف في التحقق من وجود ألغام، لكنه أمر بتنظيف المنطقة بحثًا عن الألغام قبل عودته.
انسحبت السفن الحربية اليابانية في المطاردة مع ماكاروف. عندما اصطدم ماكاروف بالأسطول الياباني، رفع الضباب الكثيف الذي غطى البحر ليكشف عن الفخ الياباني: كان الأدميرال توغو ينتظر مع سفينته الرئيسية وخمس سفن حربية إضافية، بالإضافة إلى ست طرادات من الدرجة الأولى إضافية ترفع المؤخرة. سرعان ما حول ماكاروف قوته وهرب عائداً إلى ميناء بورت آرثر الآمن. عندما اقتربت بيتروبافلوفسك من مدخل المرفأ، فجرت لغمًا يابانيًا فشل رجاله في إزالته كما أمر. أعقبت الانفجارات الثانوية بسرعة متتالية وغرقت بتروبافلوفسك، وأخذت معها الأدميرال ماكاروف.
تم انتشال رفات الأدميرال وبقايا خمسة من ضباطه من حطام بتروبافلوفسك من قبل فرق الإنقاذ اليابانية، وفي عام 1913، كبادرة حسن نية، ترأس ضباط وطاقم الطراد الياباني أكتيسشيما جنازة الأميرال في مقبرة بورت آرثر العسكرية.

## آثار

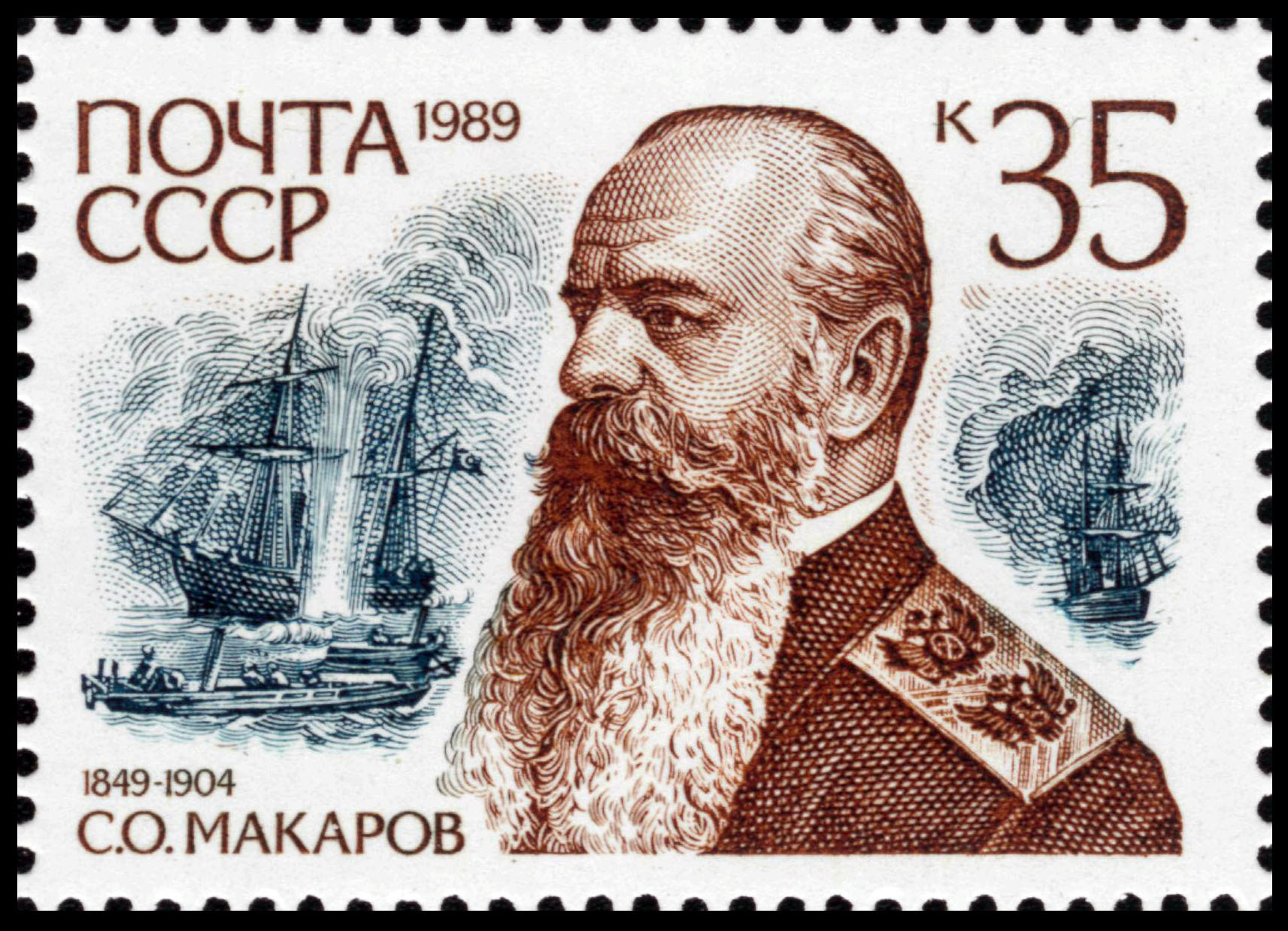
ستيبان ماكاروف على طابع بريدي سوفيتي

توجد آثار لماكاروف في مسقط رأسه ميكولايف، أوكرانيا، وفي فلاديفوستوك وكرونشتات، روسيا. تم تسمية عدد من السفن الأدميرال ماكاروف. سميت جزيرة في مجموعة تسفولك في أرخبيل نوردنسولد باسمه. سميت الجامعة الوطنية لبناء السفن في ميكولايف والأكاديمية البحرية الحكومية في سانت بطرسبرغ باسمه.
تمت تسمية ثلاث كاسحات جليد على اسم ماكاروف. الأولى كانت كاسحة جليد تعمل بالبخار تم بناؤها في عام 1941 باسم V. Molotov والتي أعيدت تسميتها بالأدميرال ماكاروف في عام 1956. تم بناء الأدميرال ماكاروف الثاني في عام 1975 ولا يزال في الخدمة اعتبارًا من 2015. أما السفينة الثالثة، ستيبان ماكاروف، فهي عبارة عن سفينة احتياطية لكسر الجليد تم الانتهاء منها في عام 2016.